# Горичиця-при-Моравчах
Горичиця-при-Моравчах (словен. Goričica pri Moravčah) — поселення в общині Моравче, Осреднєсловенський регіон, Словенія. 
Висота над рівнем моря: 322,3 м.